# Felipe Colombo

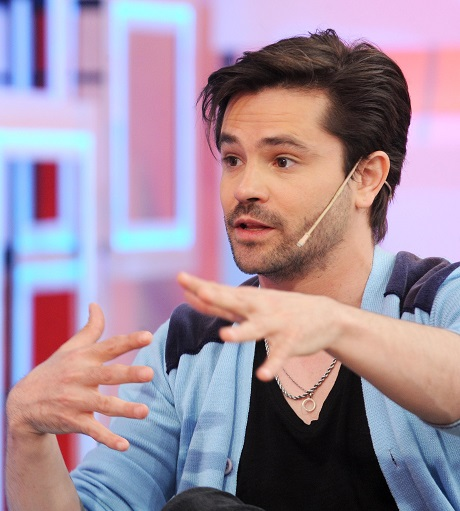
Felipe Colombo

Felipe Colombo Eguía (* 8. Januar 1983 in Mexiko-Stadt) ist ein mexikanischer Schauspieler und Musiker, der vor allem in Argentinien bekannt ist. 
Sein Vater ist der lateinamerikanische Schauspieler Juan Carlos Colombo. Als Musiker wurde Felipe bekannt durch die Band Erreway, die in Argentinien größte Bekanntheit erreicht hat.
Felipe Colombo war privat schon mit seiner Schauspiel- und Bandkollegin Luisana Lopilato verlobt und dreht mit ihr diverse Werbespots für in Argentinien bekannte Produkte.

## Filmografie
- 1992: Abuelo y yo, El
- 1992: Sonata de luna
- 1992: Ángeles sin paraíso
- 1994: Agujetas de color de rosa
- 1995: Cilantro y perejil
- 1995: Chiquititas
- 1996: Mujer, casos de la vida real  - No hay error
- 1999: Paje, El
- 2001: Chiquititas: Rincón de luz
- 2002–2003: Rebelde Way
- 2004: Floricienta
- 2004: Erreway: 4 caminos
- 2005: Doble vida
- 2005: El graduado
- 2007: Son de Fierro
- 2008: Solos en la ciudad

## Diskografie
- Señales (2002)
- Tiempo (2003)
- Memoria (2004)
- El disco de Rebelde Way (2006)
- En Concierto (2006)
- Vuelvo (2008)